# Amfoter
Amfoternek nevezzük az olyan anyagokat, amelyek mind savas, mind bázikus tulajdonságokat mutatnak. Olyan vegyületek, ill. ionok, melyek savként és bázisként egyaránt képesek viselkedni, tehát protonfelvételre és -leadásra egyaránt képesek.
A szó a görög αμφότεροι (amfoterosz) szóból származik, jelentése mindkettő.

## Példák
Amfoterek például az aminosavak, a fehérjék, egyes fémek, például az alumínium, a cink, az ón és a félfémek többsége. 
Például a cink-oxid eltérően viselkedik az oldat pH-jától függően:
Savakban:
{\displaystyle \mathrm {ZnO+2H^{+}\rightarrow Zn^{2+}+H_{2}O} \,\!}
Lúgokban:
{\displaystyle \mathrm {ZnO+H_{2}O+2OH^{-}\rightarrow [Zn(OH)_{4}]^{2-}} \,\!}
Amfoter vegyületre a legegyszerűbb példa a víz. Ha a víz protont vesz fel, oxóniumion, ha protont ad le, hidroxidion keletkezik:
{\displaystyle \mathrm {H_{2}O+HCl\rightarrow H_{3}O^{+}+Cl^{-}} \,\!}
{\displaystyle \mathrm {H_{2}O+NH_{3}\rightarrow OH^{-}+NH_{4}^{+}} \,\!}
Tehát a vízmolekula az egyik reakcióban savként, a másikban bázisként viselkedik. A vízmolekulák egymás közti kölcsönhatásában is megnyilvánul az amfoter tulajdonság (autoprotolízis):
{\displaystyle \mathrm {H_{2}O+H_{2}O\leftrightarrow H_{3}O^{+}+OH^{-}} \,\!}